# Dundonald
Dundonald (Dún Dónaill in gaelico irlandese) è un villaggio dell'Irlanda del Nord, situato nella contea di Down.